# Bebearia barce
Bebearia barce är en fjärilsart som beskrevs av Doubleday 1847. Bebearia barce ingår i släktet Bebearia och familjen praktfjärilar. Inga underarter finns listade i Catalogue of Life.